# Marcilly-sur-Eure
Marcilly-sur-Eure – miejscowość i gmina we Francji, w regionie Normandia, w departamencie Eure.
Według danych na rok 1990 gminę zamieszkiwały 1244 osoby, a gęstość zaludnienia wynosiła 80 osób/km² (wśród 1421 gmin Górnej Normandii Marcilly-sur-Eure plasuje się na 177 miejscu pod względem liczby ludności, natomiast pod względem powierzchni na miejscu 124).